# Жозе Са
Жозе́ Пе́дру Мальє́йру де Са (порт. José Pedro Malheiro de Sá, нар. 17 січня 1993, Брага, Португалія) — португальський футболіст, воротар англійського клубу «Вулвергемптон Вондерерз» і збірної Португалії.

## Клубна кар'єра
Народився 17 січня 1993 року в місті Брага, Португалія. Вихованець юнацьких команд футбольних клубів «Бенфіка», «Марітіму та «Мереліненсе».
У дорослому футболі дебютував 2012 року виступами за команду клубу «Марітіму Б», в якій провів три сезони, взявши участь у 75 матчах чемпіонату. Згодом почав залучатися до першої команди з Фуншалу.
До складу клубу «Порту» приєднався 2016 року. Протягом насутпних двох сезонів був здебільшого резервним голкіпером португальського гранда.
31 серпня 2018 року за ініціативою головного тренера «Порту» Сержіу Консейсау був відданий в оренду до грецького «Олімпіакоса» терміном на один сезон. Протягом першої половини сезону у грецькому клубі отримував приблизно стільки ж ігрового часу як і його головний конкурент за місце у воротах команди, інший новачок клубу, Андреас Янніотіс.
15 травня 2019 року підписав повноцінний контракт з грецькою командою.
15 липня 2021 року приєднався до англійського клубу «Вулверхемптон Вондерерс» за 8 мільйонів євро, підписавши п’ятирічний контракт.

## Виступи за збірні
Протягом 2012–2015 років залучався до складу молодіжної збірної Португалії. На молодіжному рівні зіграв у 30 офіційних матчах, пропустив 12 голів.
З 2017 року почав викликатися до лав національної збірної Португалії.. Включався в заявку збірної на Кубок конфедерацій 2017 року, став переможцем фіналу чотирьох Ліги націй УЄФА 2019 року, а також брав участь у чемпіонаті світу 2022 року, однак на поле у цих турнірах не виходив.
16 листопада 2023 року дебютував за збірну Португалії, вийшовши у стартовому складі матчу відбіркового турніру до чемпіонату Європи 2024 року проти збірної Ліхтенштейну.

## Титули і досягнення
- Чемпіон Португалії (1):

«Порту»: 2017–18
- Чемпіон Греції (2):

«Олімпіакос»: 2019–20, 2020–21
- Володар Кубка Греції (1):

«Олімпіакос»: 2019–20
- Переможець Ліги націй УЄФА (2): 2018-19, 2024-25